# 윤예리
윤예리(본명:윤현정, 1977년 6월 5일 ~ )는 대한민국의 배우이다.

## 드라마
- 1998년 MBC 월화드라마 《추억》
- 1998년 ~ 1999년 MBC 월화드라마 《해바라기》
- 2000년 KBS 수목드라마 《소설 목민심서》
- 2001년 MBC 아침드라마 《보고싶은 얼굴》
- 2002년 SBS 시트콤 《대박가족》- 윤예희 역
- 2002년 MBC 《현정아 사랑해》- 박소영 역
- 2002년 ~ 2003년 SBS 특별기획 《대망》
- 2007년 MBC 주말특별기획 《하얀거탑》

## 영화
- 2002년 결혼은, 미친짓이다 - 유리 역
- 2004년 30분 종련애
- 2006년 호로비츠를 위하여 - 정은 역

## 방송
- 경기방송 윤서정의 감성터치
- MBC 웹투나잇리액션